# Leioproctus baeckeae
Leioproctus baeckeae is een vliesvleugelig insect uit de familie Colletidae. De wetenschappelijke naam van de soort is voor het eerst geldig gepubliceerd in 1948 door Rayment.